# José Sanchis Sinisterra
José Sanchis Sinisterra, né à Valence (Espagne) le 28 juin 1940, est un dramaturge et metteur en scène espagnol. Il est un des auteurs les plus primés du théâtre espagnol contemporain.

## Œuvre
- Tú, no importa quién (1962)
- La Edad Media va a empezar (1977)
- La leyenda de Gilgamesh (1978)
- Historias de tiempos revueltos (1979)
- La noche de Molly Bloom (1979)
- Ñaque o de piojos y actores (1980)
- El gran teatro natural de Oklahoma (1982)
- Informe sobre ciegos (1982)
- Bajo el signo de cancer (1983)
- El retablo de Eldorado (1985).
- Crímenes y locuras del traidor Lope de Aguirre (1986)
- ¡Ay, Carmela! (1987)
- Los figurantes (1988)
- Pervertimento y otros gestos para nada (1988)
- Bartleby el escribiente (1989)
- Los figurantes (1989)
- Perdida en los Apalaches (1990)
- Mísero Próspero (1992)
- Bienvenidas (1993)
- Dos tristes tigres (1993)
- El cerco de Leningrado (1994)
- Claroscuros (1994)
- Marsal, Marsal (1995)
- Ñaque o de piojos y actores (1996, seconde version en 1999)
- El lector por horas (1999)
- Valeria y los pájaros (2000)

## Prix
- 1968 : Prix Carlos Arniches de textes théâtraux (Premio Carlos Arniches de Textos Teatrales) de la municipalité d'Alicante pour Tú, no importa quién ;
- 1975 : Prix Camp de l'Arpa de poésie ;
- 1990 : Prix national de théâtre du ministère de la culture, partagé avec José Estruch ;
- 1991 : Prix Federico García Lorca de théâtre ;
- 1998 : Prix d'honneur de l'institut de théâtre de la  députation de Barcelone ;
- 1999 : Prix Max (Premio Max) du meilleur auteur théâtral en espagnol pour ¡Ay Carmela! ;
- 2000 : Prix Max du meilleur auteur théâtral en espagnol pour El lector por horas ;
- 2004 : Prix national de littérature dramatique (Premio Nacional de Literatura en la modalidad de Literatura Dramática) du ministère de la culture pour Terror y miseria en el primer franquismo ;
- 2005 : Prix Max du meilleur auteur théâtral en espagnol pour El cerco de Leningrado ;
- 2023 : Médaille d'or du mérite des beaux-arts, décernée par le Ministère de l'Éducation, de la Culture et des Sports espagnol[1].